# إيفور بيري
إيفور بيري (بالإنجليزية: Ivor Perry)‏ (1 أغسطس 1904 في المملكة المتحدة - ) هو لاعب كرة قدم بريطاني في مركز الوسط. لعب مع نادي بريستول روفيرز ونادي توركي يونايتد.